# Комплекс построек Чернореченской бумагопрядильной мануфактуры Кёнига
Комплекс построек Чернореченской бумагопрядильной мануфактуры Леопольда Егоровича Кёнига — памятник архитектуры. Расположен в Санкт-Петербурге, современный адрес строений — Лифляндская улица, 3 / набережная Бумажного канала / набережная Екатерингофки.

## Предыстория
Бумажная фабрика Александра Раля существовала на берегу Бумажного канала как минимум с 1821 года; после смерти недвижимое имущество барона было распродано, после Заёмного банка фабрику получила Экспедиция заготовления государственных бумаг, упразднившая фабрику в июне 1864 года в связи с расширением на других территориях.
Леопольд Кёниг купил в 1850-х годах сахарный завод и расположенный напротив участок земли у Александра Штиглица (по другим данным, в апреле 1864 года участок с двухэтажным домом по Лифляндской улице был куплен у И. Ф. Шеффера). Изначально он планировал построить на этой территории загородный дом; существует чертёж Н. В. Трусова 1868 года. 29 июля 1868 года на чертеже Трусова А. И. Дютак сделал пометку «В сем дворе не помещается завода»; для возможности размещения завода требовалось приобретение местности, занимаемой упразднённой в 1864 году бумажной фабрикой Экспедиции заготовления государственных бумаг. Представители фабрики хотели продать её, и по результатам торгов 24 августа 1864 года наивысшая цена была предложена представителем Кёнига, но министр финансов М. Х. Рейтерн отклонил её как недостаточную. В мае 1871 года землю попросил продать ему князь В. Н. Тенишев с целью переноса Гутуевского механического завода, 6 октября 1871 года Александр II утвердил положение Комитета министров о запрошенной продаже, 23 февраля 1872 года сделка состоялась, а 7 апреля 1872 года старые строения разбирали рабочие Кенига; неизвестно, как именно он получил территорию от Тенишева.

## Современные здания
В 1873 году Кёниг начал строить на участке трёхэтажный прядильный корпус, через год — склад. В планах Трусова фабрика состояла из газового завода, газгольдера, двух караульных помещений, пирса на Екатерингофке с подъёмным краном и главного корпуса, в 1876 году А. И. Рейнбольдт проложил рельсовый путь для ручных вагонеток между чётной и нечётной сторонами Лифляндской улицы. С 1883 года мануфактурой владел сын Кенига, Леопольд Леопольдович, переименовавший фабрику в «Бумагопрядильня Л. Кениг Младший», при нём строительство вёл В. В. Виндельбандт, надстроивший основные корпуса и башню и пристроивший котельную и насосную. После 1890-х годов архитектором мануфактуры был К. К. Шмидт, надстроивший водонапорную башню и южное крыло прядильного корпуса. В 1903—1907 годах фабрика стояла закрытой из-за финансовых проблем владельца, с 29 сентября 1907 года предприятие было продано Товариществу Невской ниточной мануфактуры и получило название 2-я ниточная фабрика. Перед революцией под руководством А. Р. Гавемана был построен корпус ниточной фабрики. В 1950—1960 годах для ниточной фабрики был построен новый четырёхэтажный корпус, соседнее здание Гавемана было полностью реконструировано, и был надстроен прядильный корпус.
Фабрика похожа на крепость. В центре её ансамбля — здания прядильного корпуса и склада готовой продукции; эти многоэтажные здания соединяет эстакада. Помимо них, на территории расположены заводские флигели с дымовой трубой и водонапорная башня. Наружные стены массивные, они не оштукатурены, пластически проработаны. Кирпичом декорированы горизонтальные тяги, обрамление окон, завершение зданий; декор подчёркивает внутреннюю структуру. У цехов большие окна лучкового и полуциркульного очертания, на верхнем этаже окна круглые, помещения небольшие. Южный фасад и водонапорная башня завершены зубцами, что придаёт романтическому облику фабрики элементы готики. На корпусе есть надпись «Основано в 1873 г.», полы главного здания, трёхэтажного при постройке и пятиэтажного после перестроек, устланы метлахской плиткой.
В начале XX века у фабрики были бумагопрядильное, крутильное, белильное, красильное и ватное отделение, общежития, больница и читальня для рабочих. Фирма была отмечена большими золотыми медалями на Всероссийской художественно-промышленной выставке и на международных выставках. После 1917 года мануфактура была преобразована в прядильно-ниточный комбинат «Советская звезда», при строительных работах, связанных с расширением производства и заменой оборудования был искажён изначальный вид зданий, основное искажение внесла постройка в 1970-х годах красильнобелильного и складского корпуса со стороны Екатерингофки.
Существующие постройки на территории предприятия (жирным выделены объекты, входящие в комплекс объектов культурного наследия):
- Прядильная фабрика (корпус 1).
- Ниточная фабрика (корпус 2, «узкий» корпус).
- Типография (корпус 4, 1893 год, В. В. Виндельбандт) — здание пострадало во время блокады Ленинграда, восстановлено после 1947 года, реконструировано и расширено в 1957—1959 гг.
- Котельная (корпус 5, 1894 год, В. В. Виндельбандт)
- Красильно-белильный корпус (корпус 6, 1972 год)
- Вспомогательный цех (корпус 7, 1974 год) — построен на месте газового завода и газгольдера. Газгольдер был восьмиконечным в плане, с фронтоном и башенкой со шпилем, использовался с 1920-х как общежитие, пострадал во время блокады, был восстановлен в 1948 году. Газовый завод был одноэтажным.
- Столовая (корпус 8, К. К. Шмидт, проект 1900 года), в 1910 году корпус был турбинным отделением, столовой стал с 1932 года.
- Здание фабричного управления (корпус 9, 1898 год, К. К. Шмидт), изначально — два одноэтажных здания с въездными воротами между ними. В 1936 году перестроено, в 1962 году надстроено[2].